# لارس أيدينجر
لارس أيدينجر (بالألمانية: Lars Eidinger)‏ هو ممثل ألماني، ولد في 21 يناير 1976. بدأ مشواره المهني سنة 1997، ومن الجوائز التي نالها Preis der deutschen Filmkritik ‏ سنة 2013.

## الأعمال

### أفلام
| السنة | العنوان        | الدور     |
| ----- | -------------- | --------- |
| 2009  | كل الباقين     |           |
| 2016  | المتسوق الشخصي | إنغو      |
| 2025  | الضوء          | تيم إنغلز |

## جوائز
- Preis der deutschen Filmkritik [الإنجليزية]‏ (2013)

## وصلات خارجية
- لارس أيدينجر على موقع IMDb (الإنجليزية)
- لارس أيدينجر على موقع مونزينجر (الألمانية)
- لارس أيدينجر على موقع قاعدة بيانات الأفلام العربية
- لارس أيدينجر على موقع ألو سيني (الفرنسية)
- لارس أيدينجر على موقع أول موفي (الإنجليزية)
- لارس أيدينجر على موقع قاعدة بيانات الأفلام السويدية (السويدية)
- لارس أيدينجر على موقع ديسكوغز (الإنجليزية)
- لارس أيدينجر على موقع قاعدة بيانات الفيلم (الإنجليزية)
- لارس أيدينجر على موقع كينوبويسك (الروسية)